# رئيس الجامعة

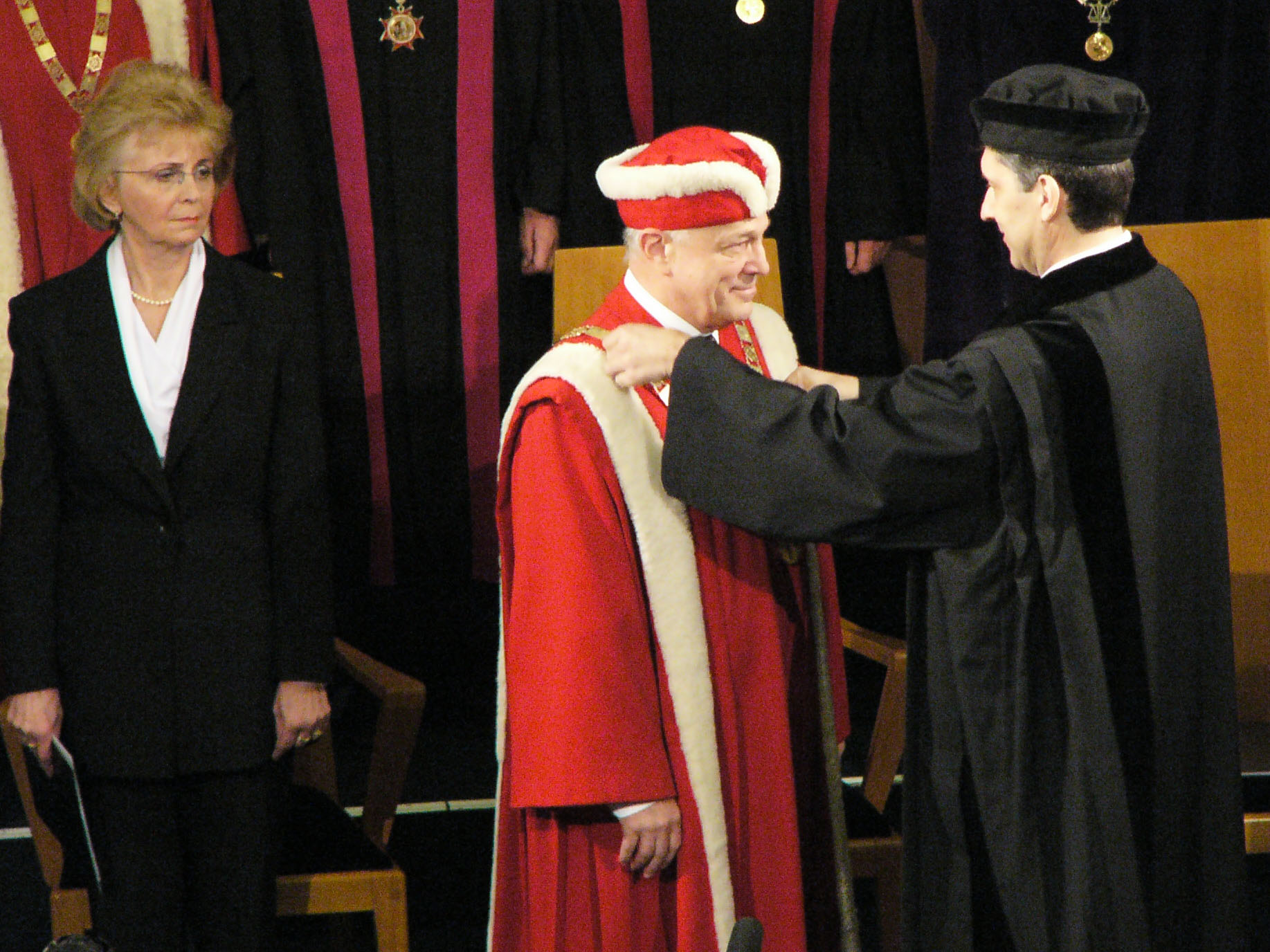
افتتاح رئيس الجامعة لوبومير دفورجاك (جامعة بالاسكو)

رئيس الجامعة (بالإنجليزية: Rector)‏ (باللاتينية تعني "الحاكم") هو مسؤول كبير في مؤسسة تعليمية، ويمكن أن يشير إلى مسؤول في إحدى الجامعات أو المدرسة الثانوية. خارج العالم الناطق باللغة الإنجليزية، غالبًا ما يكون رئيس الجامعة هو أكبر مسؤول في الجامعة، بينما في الولايات المتحدة، غالبًا ما يشار إلى ما يعادله باسم الرئيس، وفي المملكة المتحدة ودول الكومنولث، المعادل هو نائب الرئيس. -المستشار. يمكن الإشارة إلى مدة ومنصب رئيس الجامعة باسم مدير الجامعة. يستخدم هذا اللقب على نطاق واسع في جامعات أوروبا وهو شائع جدًا في دول أمريكا اللاتينية. ويستخدم أيضًا في بروناي وماكاو وتركيا وروسيا و باكستان و الفلبين وإندونيسيا وإسرائيل والشرق الأوسط. في جامعات اسكتلندا القديمة يُشار إلى المكتب أحيانًا باسم اللورد ريكتور، وهو ثالث أكبر مسؤول، وعادةً ما يكون مسؤولاً عن رئاسة محكمة الجامعة.
1. ↑  مذكور في: feminization dictionary. المُؤَلِّف: Thérèse Moreau. الناشر: Éditions Métropolis. لغة العمل أو لغة الاسم: الفرنسية. تاريخ النشر: 1999.